# Skoki narciarskie na Zimowej Uniwersjadzie 1993
Skoki narciarskie na Zimowej Uniwersjadzie 1993 – zawody w skokach narciarskich, które przeprowadzane były w dniach 7–14 lutego w Zakopanem, w ramach Zimowej Uniwersjadzy 1993.
W konkursie indywidualnym rozegranym na Średniej Krokwi złoty medal zdobył Japończyk Naoto Itō, drugi był Polak Bartłomiej Gąsienica-Sieczka, a trzeci rodak Itō – Mitsuhiro Suzuki.
W rywalizacji drużynowej na skoczni normalnej zwyciężyli Austriacy, którzy wyprzedzili Japończyków i Polaków.
W zmaganiach indywidualnych na Wielkiej Krokwi najlepszy był Japończyk Yukitaka Fukita, a pozostałe dwa miejsca na podium zajęli Austriacy – Alexander Diess (2. pozycja) i Franz Wiegele (3. miejsce).

## Wyniki

### Konkurs indywidualny na skoczni normalnej (07.02.1993)
Źródło: 
| M   | Zawodnik                     | Reprezentacja     | Skok 1 | Skok 2 | Wynik punktowy |
| --- | ---------------------------- | ----------------- | ------ | ------ | -------------- |
| 1.  | Naoto Itō                    | Japonia           | 80,0 m | 83,0 m | 217,8          |
| 2.  | Bartłomiej Gąsienica-Sieczka | Polska            | 78,5 m | 81,5 m | 210,0          |
| 3.  | Mitsuhiro Suzuki             | Japonia           | 79,5 m | 84,0 m | 209,1          |
| 4.  | Yukitaka Fukita              | Japonia           | 80,5 m | 79,0 m | 207,2          |
| 5.  | Noritaka Kasama              | Japonia           | 80,0 m | 78,5 m | 199,6          |
| 6.  | Jarosław Mądry               | Polska            | 75,5 m | 80,0 m | 191,8          |
| 7.  | Wasyl Hrybowycz              | Ukraina           | 74,0 m | 79,0 m | 190,8          |
| 8.  | Stanisław Ustupski           | Polska            | 75,0 m | 74,5 m | 178,2          |
| 9.  | Andrij Hływka                | Ukraina           | 70,5 m | 74,0 m | 166,7          |
| 10. | Zachari Sotirow              | Bułgaria          | 68,5 m | 72,5 m | 161,1          |
| 11. | Charles Sandoz               | Stany Zjednoczone | 70,5 m | 72,0 m | 156,5          |
| 12. | Wałerij Wdowenko             | Ukraina           | 66,5 m | 73,0 m | 154,7          |
| 13. | Kip Kopelke                  | Stany Zjednoczone | 64,0 m | 73,5 m | 144,5          |
| 14. | Oliver Strohmaier            | Austria           | 67,0 m | 69,0 m | 144,1          |
| 15. | Chai Mingfa                  | Chiny             | 67,0 m | 68,5 m | 139,3          |
| 16. | Hoot Maynard                 | Stany Zjednoczone | 62,5 m | 67,0 m | 129,2          |
| 17. | Herwig Millonig              | Austria           | 62,5 m | 65,0 m | 125,5          |
| 18. | Alexander Haas               | Niemcy            | 61,0 m | 65,0 m | 118,1          |
| 19. | Steve Sydow                  | Stany Zjednoczone | 78,0 m | 79,0 m | 188,0          |
| 20. | Sven Glöckner                | Niemcy            | 56,0 m | 65,0 m | 105,1          |
| 21. | Andre Freitag                | Niemcy            | 53,0 m | 56,0 m | 69,9           |

### Konkurs drużynowy (10.02.1993)
Źródło: 
| M  | Zawodnik          | Reprezentacja                | Skok 1 | Skok 2 | Nota  | Nota zespołu |
| -- | ----------------- | ---------------------------- | ------ | ------ | ----- | ------------ |
| 1. | Austria           | Werner Schuster              | 84,5 m | 85,5 m | 227,0 | 846,2        |
| 1. | Austria           | Franz Wiegele                | 84,0 m | 84,5 m | 224,1 | 846,2        |
| 1. | Austria           | Alexander Diess              | 81,0 m | 84,5 m | 216,8 | 846,2        |
| 1. | Austria           | Oliver Strohmaier            | 72,5 m | 75,5 m | 178,3 | 846,2        |
| 2. | Japonia           | Naoto Itō                    | 83,0 m | 82,0 m | 222,0 | 836,7        |
| 2. | Japonia           | Noritaka Kasama              | 84,5 m | 82,5 m | 218,7 | 836,7        |
| 2. | Japonia           | Yukitaka Fukita              | 80,5 m | 77,5 m | 204,3 | 836,7        |
| 2. | Japonia           | Mitsuhiro Suzuki             | 74,0 m | 80,5 m | 191,7 | 836,7        |
| 3. | Polska            | Jarosław Mądry               | 79,5 m | 80,5 m | 206,0 | 723,1        |
| 3. | Polska            | Bartłomiej Gąsienica-Sieczka | 77,0 m | 72,0 m | 182,4 | 723,1        |
| 3. | Polska            | Stanisław Ustupski           | 74,5 m | 74,0 m | 179,1 | 723,1        |
| 3. | Polska            | Marek Tucznio                | 69,5 m | 71,5 m | 155,6 | 723,1        |
| 4. | Ukraina           | Wasyl Hrybowycz              | 79,0 m | 80,5 m | 203,2 | 677,7        |
| 4. | Ukraina           | Andrij Hływka                | 75,0 m | 71,0 m | 172,6 | 677,7        |
| 4. | Ukraina           | Wałerij Wdowenko             | 71,0 m | 71,0 m | 165,2 | 677,7        |
| 4. | Ukraina           | Wołodymyr Hływka             | 65,0 m | 67,0 m | 136,7 | 677,7        |
| 5. | Niemcy            | Alexander Haas               | 71,5 m | 72,0 m | 164,1 | 536,9        |
| 5. | Niemcy            | Sven Glöckner                | 66,5 m | 68,5 m | 140,2 | 536,9        |
| 5. | Niemcy            | Herbert Frosch               | 62,0 m | 65,5 m | 130,5 | 536,9        |
| 5. | Niemcy            | Andre Freitag                | 60,5 m | 60,5 m | 102,1 | 536,9        |
| 6. | Stany Zjednoczone | Hoot Maynard                 | 65,0 m | DNS    | 68,3  | 508,1        |
| 6. | Stany Zjednoczone | Kip Kopelke                  | 71,0 m | 69,0 m | 155,0 | 508,1        |
| 6. | Stany Zjednoczone | Steve Sydow                  | 68,0 m | 67,5 m | 147,3 | 508,1        |
| 6. | Stany Zjednoczone | Charles Sandoz               | 68,5 m | 64,0 m | 137,5 | 508,1        |

### Konkurs indywidualny na skoczni dużej (14.02.1993)
Źródło: 
| M   | Zawodnik                     | Reprezentacja     | Skok 1  | Skok 2  | Wynik punktowy |
| --- | ---------------------------- | ----------------- | ------- | ------- | -------------- |
| 1.  | Yukitaka Fukita              | Japonia           | 115,0 m | 118,5 m | 229,6          |
| 2.  | Alexander Diess              | Austria           | 117,0 m | 116,0 m | 227,4          |
| 3.  | Franz Wiegele                | Austria           | 116,0 m | 113,5 m | 223,0          |
| 4.  | Werner Schuster              | Austria           | 119,0 m | 109,0 m | 222,4          |
| 5.  | Noritaka Kasama              | Japonia           | 113,5 m | 115,5 m | 219,8          |
| 6.  | Jarosław Mądry               | Polska            | 108,0 m | 102,5 m | 188,9          |
| 7.  | Mitsuhiro Suzuki             | Japonia           | 102,0 m | 103,0 m | 180,2          |
| 8.  | Zachari Sotirow              | Bułgaria          | 106,0 m | 95,0 m  | 168,6          |
| 9.  | Hiroki Uesugi                | Japonia           | 102,0 m | 94,5 m  | 161,3          |
| 10. | Bartłomiej Gąsienica-Sieczka | Polska            | 97,0 m  | 89,0 m  | 144,6          |
| 11. | Herwig Millonig              | Austria           | 92,0 m  | 91,5 m  | 130,6          |
| 12. | Alexander Haas               | Niemcy            | 86,0 m  | 88,5 m  | 116,0          |
| 13. | Wołodymyr Hływka             | Ukraina           | 87,0 m  | 85,0 m  | 109,5          |
| 14. | Charles Sandoz               | Stany Zjednoczone | 86,5 m  | 82,0 m  | 101,1          |
| 15. | Kip Kopelke                  | Stany Zjednoczone | 74,0 m  | 93,5 m  | 97,2           |